# Villars, Eure-et-Loir
Villars är en kommun i departementet Eure-et-Loir i regionen Centre-Val de Loire strax norr om centrala Frankrike. Kommunen ligger i kantonen Voves som tillhör arrondissementet Chartres. År 2022 hade Villars 180 invånare.

## Befolkningsutveckling
Antalet invånare i kommunen Villars
Referens:INSEE